# Camponotus rothneyi
Camponotus rothneyi är en myrart som beskrevs av Auguste-Henri Forel 1893. Camponotus rothneyi ingår i släktet hästmyror, och familjen myror.

## Underarter
Arten delas in i följande underarter:
- C. r. krafti
- C. r. makilingi
- C. r. rothneyi
- C. r. taivanae